# Chusquea villosa
Chusquea villosa és una espècie de bambú, del gènere Chusquea, de la subtribu Chusqueina, subfamília de les bambusòidies, família poàcies. Originària de Sud-amèrica, es fa als Andes de l'Equador.

## Descripció
És una espècie de bambús de reduïdes dimensions, que no passen del metre d'alçada. Els troncs són buits de dins; les fullessón allargades (fins a 20 cm.), són prou dures com per causar talls i estan cobertes de pèls blancs, llargs i sedosos. Les inflorescències estan entre les fulles o per dessobre i són de color de cafè amb llet. Les flors criden poc l'atenció i fan fins a 4 mm. de llarg. Aquests bambús creixen en grups espessos.